# Il romanzo di Maud
Il romanzo di Maud è un film muto italiano del 1917 diretto e interpretato da Diana Karenne.